# Étienne Dano
 (mars 2014).
Si vous disposez d'ouvrages ou d'articles de référence ou si vous connaissez des sites web de qualité traitant du thème abordé ici, merci de compléter l'article en donnant les références utiles à sa vérifiabilité et en les liant à la section « Notes et références ».
Étienne Dano est un humoriste québécois francophone né en 1980[réf. souhaitée] dans la région de Beauharnois. Il a été en nomination au Gala Les Olivier en 2011 dans la catégorie « Découverte » et dans la catégorie « Capsules Web » en 2012. Il est aussi le gagnant de l'émission En route vers mon premier gala Juste pour rire en 2009.
Il fait des capsules d'humour sur les ondes du 96,9 CKOI à Montréal. Il tourne son premier One-man-show, Excessif, depuis mars 2014.
Commençant sa carrière dans les bars de Montréal, il publie une vidéo humoristique sur YouTube en 2011 qui sera visionnée plus de 3,7 millions de fois.